# Tricolor
La Tricolor è stata una nave da trasporto autovetture Pure Car Truck Carrier battente bandiera della Norvegia da 50000 tonnellate costruita nel 1987, nota per essere stata coinvolta in tre collisioni nel canale della Manica in due settimane.

## Storia
La Tricolor fu varata nel 1987 con il nome di Nosac Sun. Al momento della sua collisione con la Kariba venne operata da Wilh. Wilhelmsen.

## Affondamento
Durante le prime ore del 14 dicembre 2002, mentre viaggiava da Zeebrugge, in Belgio, a Southampton, nel Regno Unito, con un carico di quasi 3000 automobili, si scontrò con la Kariba, una nave portacontainer del 1982 battente bandiera delle Bahamas. La Kariba riuscì a proseguire, mentre la Tricolor affondò dove fu colpita, a circa 17 miglia nautiche (20 miglia) a Nord della costa francese all'interno della zona economica esclusiva francese nel Canale della Manica. Sebbene non ci furono morti, la nave rimase bloccata su un fianco nel fango a 30 metri di profondità. Una terza nave, la Clary, venne accusata di aver contribuito alla collisione per "imbarazzo della navigazione".
L'affondamento avvenne al largo del porto di Dunkerque, che è il porto marittimo più settentrionale della Francia e il terzo porto più grande del paese dopo quello di Marsiglia e Le Havre.

## Pericolo per il traffico navale
A causa della posizione del relitto, in un punto in cui due rotte si uniscono nel sistema di separazione del traffico della Manica e della parte meridionale del Mare del Nord e del fatto che era sommersa in acque molto poco profonde, il relitto venne considerato come pericolo per la navigazione. Il TSS in quella posizione è una delle rotte marittime più trafficate del mondo. Nel dicembre 2002 le autorità francesi ordinarono la rimozione del relitto, poiché si riteneva che rappresentasse un pericolo per la navigazione e per l'ambiente. Altre due collisioni si verificarono con il relitto della Tricolor nei giorni successivi al naufragio.
A seguito dell'affondamento, per la sua posizione in un punto trafficato di una rotta marittima (la posizione era sull'orlo di un punto di svolta all'interno del TSS della Manica), il relitto venne inizialmente sorvegliato dalla motovedetta della polizia marittima francese P671 Glaive e dalla HMS Anglesey (un pattugliatore di classe British Island da 59,5 m), oltre a due navi di salvataggio e tre boe per relitti.
Nonostante i normali allarmi radio, tre navi di guardia e una boa illuminata, la notte successiva la nave nederlandese Nicola colpì il relitto e dovette essere rimorchiata. Successivamente furono installate altri due pattugliatori e altre sei boe, di cui una con un transponder di avvertimento Racon. Tuttavia, il 1º gennaio 2003 la nave carica di carburante Vicky, caricata e registrata in Turchia, ha colpito lo stesso relitto; in seguito venne liberata dalla marea crescente.
In risposta alle molteplici collisioni, l'Associazione Internazionale delle Autorità per i Fari (IALA) definì un nuovo tipo di boa, la boa di emergenza per relitti per contrassegnare i relitti recenti prima che possano verificarsi boe permanenti e aggiornamenti della carta.

## Salvataggio
L'operazione di salvataggio della Tricolor venne effettuata da un consorzio di società chiamato Combinatie Berging Tricolor (in italiano Combinazione per il recupero della Tricolor) guidato dalla società nederlandese Smit International e durò ben più di un anno. Il consorzio era composto da Smit Salvage, Scaldis Salvage, URS Salvage & Marine Contracting e Multraship Salvage.
L'operazione iniziò nel luglio 2003 ed venne dichiarata completa il 27 ottobre 2004. Il metodo di salvataggio includeva un cavo da taglio incrostato di carburo utilizzato per tagliare il relitto in nove sezioni di 3000 tonnellate ciascuna. Questa tecnica era simile a quella usata da Smit per salvare la maggior parte del sottomarino nucleare russo K-141 Kursk.
La società nederlandese CT Systems, insieme a Thales Navigation, gestì gli aspetti di navigazione dell'operazione. L'apparecchiatura di posizionamento ha fornito la precisione di localizzazione richiesta e, dopo aver utilizzato un sonar a scansione laterale, i detriti furono individuati e tutte le informazioni di posizione rilevanti vennero convertite in una carta, consentendo una ricerca sistematica e il recupero dei detriti rimanenti.
Il carico di 2.871 auto nuove, per lo più di produttori premium tedeschi e svedesi, tra cui BMW, Volvo e Saab, venne rimosso dal relitto e riciclato per il componente metallico. La maggior parte del petrolio fu rimossa dai serbatoi della nave subito dopo l'affondamento, ma durante il salvataggio si verificò una fuoriuscita di 540 tonnellate.